# Louise Pitre
Louise Pitre (Toronto, 1º gennaio 1957) è un'attrice e cantante canadese.

## Biografia
Louise è nota soprattutto come attrice di musical a Broadway, in Francia e Canada ed il ruolo per cui è più famosa è quello di Donna nella produzione originale newyorchese di Mamma Mia! per cui è stata nominata al Tony Award alla miglior attrice protagonista in un musical.
In precedenza, Louise aveva interpretato Fantine nella produzione parigina di Les Misérables del 1991; altri musical in cui ha recitato sono Tell Me on a Sunday, Mame, Gypsy e Sweeney Todd: the demon barber of Fleet Street nel ruolo di Mrs. Lovett.
Ha recitato anche per la televisione, in film come Mi sposo a Natale.

## Filmografia parziale

### Televisione
- Mi sposo a Natale (A Christmas Wedding), regia di Michael Zinberg – film TV (2006)